# Artzi
Artzi (en basc, cooficialment en castellà Arce) és un municipi de Navarra, a la comarca d'Auñamendi, dins la merindad de Sangüesa. Està dividit en concejos: Arrieta, Artozqui, Azparren, Lacabe, Nagore (Capital), Saragüeta, Uriz i Villanueva de Arce.

## Topònim
La vall d'Artzi és una de les valls en què històricament s'ha dividit la Muntanya de Navarra. Apareix en els registres escrits com comunitat de pobles des del segle xii. L'actual municipi d'Artzi comprèn la major part de la vall històrica, faltant-li tan sols Oroz-Betelu, que es desagregà en el segle xix. El fet que Arce sigui un cognom espanyol relativament estès i que existeixi com topònim en altres llocs, fa relacionar el nom de la vall, en primer lloc, amb el que sembla més evident: la família d'arbres i arbustos del mateix nom, els aurons.
No obstant això, a causa del fet que la vall s'enclava dins la zona històricament bascòfona de Navarra, els filòlegs han tractat de buscar l'origen etimològic del nom de la vall en el basc, en comptes de fer-ho en el castellà. Una de les etimologies més esteses és la qual fa derivar el nom de la vall de la paraula basca harritze que significa 'pedregar'. D'aquesta paraula s'obté Arce de forma quasi immediata: harritze→ (h)arr(i)tze. El so tz, l'antiga ç medieval, va evolucionar en castellà a la c, mentre que en basc es va quedar amb el so tz. Aquesta explicació, molt consistent en opinió dels filòlegs, xoca no obstant això, tal com comenta Mikel Belasko en el seu Glossari etimològic de Navarra, amb l'obstacle que el nom antic de la vall va ser Arci (així figura en les cròniques medievals), el que desbarataria aquesta teoria. Altres paraules basques amb les quals s'ha relacionat el nom de la vall són hartz (ós), artzai (pastor), artze (garbella) o art (alzina). El nom formal en llengua basca de la vall és Artzi, que recupera el nom antic de la vall, sent cooficial des de fa alguns anys. En eusquera s'ha solgut escriure també Artze i també com Artzibar (literalment Vall d'Arce). Cal tenir en compte que dintre de la vall existeix un despoblat dit Arce, pel que el nom de la vall es podria haver originat en aquest llogaret i haver-se transmès al conjunt de la vall.